# Barbara de Brandebourg (1464-1515)
Pour les articles homonymes, voir Barbara de Brandebourg et Brandebourg (homonymie).
Barbara de Brandebourg, née le 30 mai 1464 à Ansbach et morte le 4 septembre 1515 dans la même ville, est une princesse de la maison de Hohenzollern, fille de l'électeur Albert III Achille de Brandebourg et d'Anne de Saxe. Elle est l'épouse du duc Henri XI de Głogów puis de Vladislas Jagellon, futur roi de Bohême et de Hongrie.

## Biographie
Barbara de Brandebourg est une fille cadette de l'électeur Albert III dit Achille (1414-1486), margrave de Brandebourg-Ansbach et de sa seconde épouse Anne (1437-1512), fille de l'électeur Frédéric II de Saxe issue de la maison de Wettin. Son père réside à Ansbach en Franconie ; après la mort de son frère Jean IV en 1464, il a hérité aussi de la principauté de Kulmbach. En 1470, son frère Frédéric II abdique, ce qui lui vaut la possession de la marche de Brandebourg et le titre de prince-électeur.

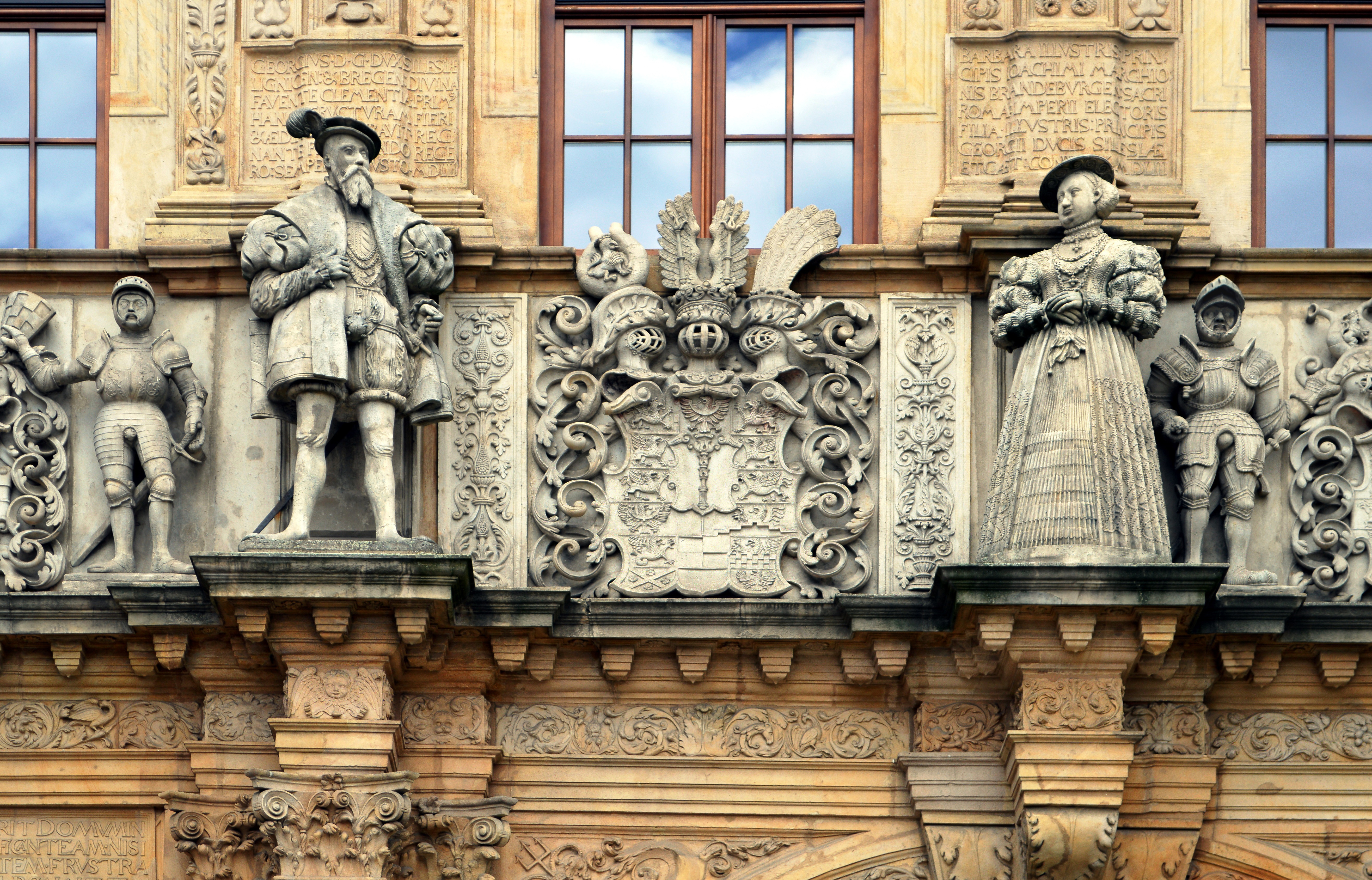
Fenêtres du château de Brzeg.

Le 11 octobre 1472 à Berlin, Barbara de Brandebourg était fiancée au duc Henri XI de Głogów (1429/1435-1476), alors qu'elle n'a que huit ans. Le mariage a eu lieu en 1474 à Francfort-sur-l'Oder ; le duc alors plus âgé, toutefois, décède en 1476 sans enfant. Les prétentions d'héritage de Barbara ont entraîné un litige de plusieurs années : dans la guerre de la succession du duché silésien de Głogów, Albert III de Brandebourg, le duc Jean II de Żagań et le roi Vladislas IV de Bohême en tant que seigneur féodal se sont trouvés comme adversaires. Le 20 septembre 1482, une paix fut signée à Kamenz et Barbara a reçu la principauté de Krosno (Crossen) dans l'extrémité nord-est de la Basse-Silésie comme douaire.
Au cours des querelles, le 20 août 1478, Albert Achille maria sa fille Barbara par procuration avec le roi Vladislas IV de Bohême. Elle a 12 ans et lui 20. Vladislas, fils de Casimir IV Jagellon, roi de Pologne et grand-duc de Lituanie. La veuve de Georges de Podiebrady, précédent roi de Bohême, avait proposé le trône à Vladislas qui l'accepte : en 1471, il était couronné roi.
Néanmoins, en situation de conflit guerrier, Barbara n'a pu rencontrer son mari et le mariage n'est pas fécond. Plus tard, l'union conjugale constitue une entrave aux ambitions de Vladislav qui s'efforce de succéder à Matthias Corvin sur le trône de Hongrie. À cet égard, il visait à se marier avec la veuve de Matthias, Béatrice de Naples. Vladislas divorce de Barbara, au grand dam de son père Albert Achille, et se marie avec Béatrice en 1490. Couronné roi de Hongrie mais désespéré à l'idée d'être sans héritier, il demande à nouveau le divorce et en 1502 épouse la comtesse Anne de Foix qui donne naissance aux seuls enfants légitimes de Vladislas : Louis II et Anne Jagellon.
Barbara s'était elle-même mis à la recherche d'alternatives et se fiance avec un chevalier franconien ; sa famille  a réagi à cela en emprisonnant la jeune femme au château de Plassenburg. Finalement, le mariage avec Vladislav a été déclaré dissous par le pape Alexandre VI le 7 avril 1500.